# L. Pearce Williams
Pour les articles homonymes, voir Williams.
Leslie Pearce Williams (8 septembre 1927 - 8 février 2015) est un historien des sciences américain, professeur titulaire d'une chaire au département d'histoire (en) de l'université Cornell, qui a également présidé ce département pendant de nombreuses années. Il est également le fondateur, au milieu des années 1980, du programme d’histoire et de philosophie de la science et de la technologie de Cornell, qui devient plus tard une partie du département d’études des sciences et technologies .

## Formation et carrière
Après une brève période d'engagement volontaire dans la marine, Williams entame une carrière dans le génie chimique en 1945 mais découvre la passion de sa vie grâce à un cours obligatoire en histoire des sciences, dispensé par Henry Guerlac. Il change rapidement de majeure et obtient son diplôme de Cornell avec distinction en 1949. Il poursuit ensuite un doctorat. Il enseigne à l'université Yale et à l'université du Delaware. Il a le plaisir de revenir enseigner à son alma mater en 1960, où il a rapidement l'honneur d'être titulaire de la chaire John Stambaugh en histoire des sciences.

## Travaux académiques

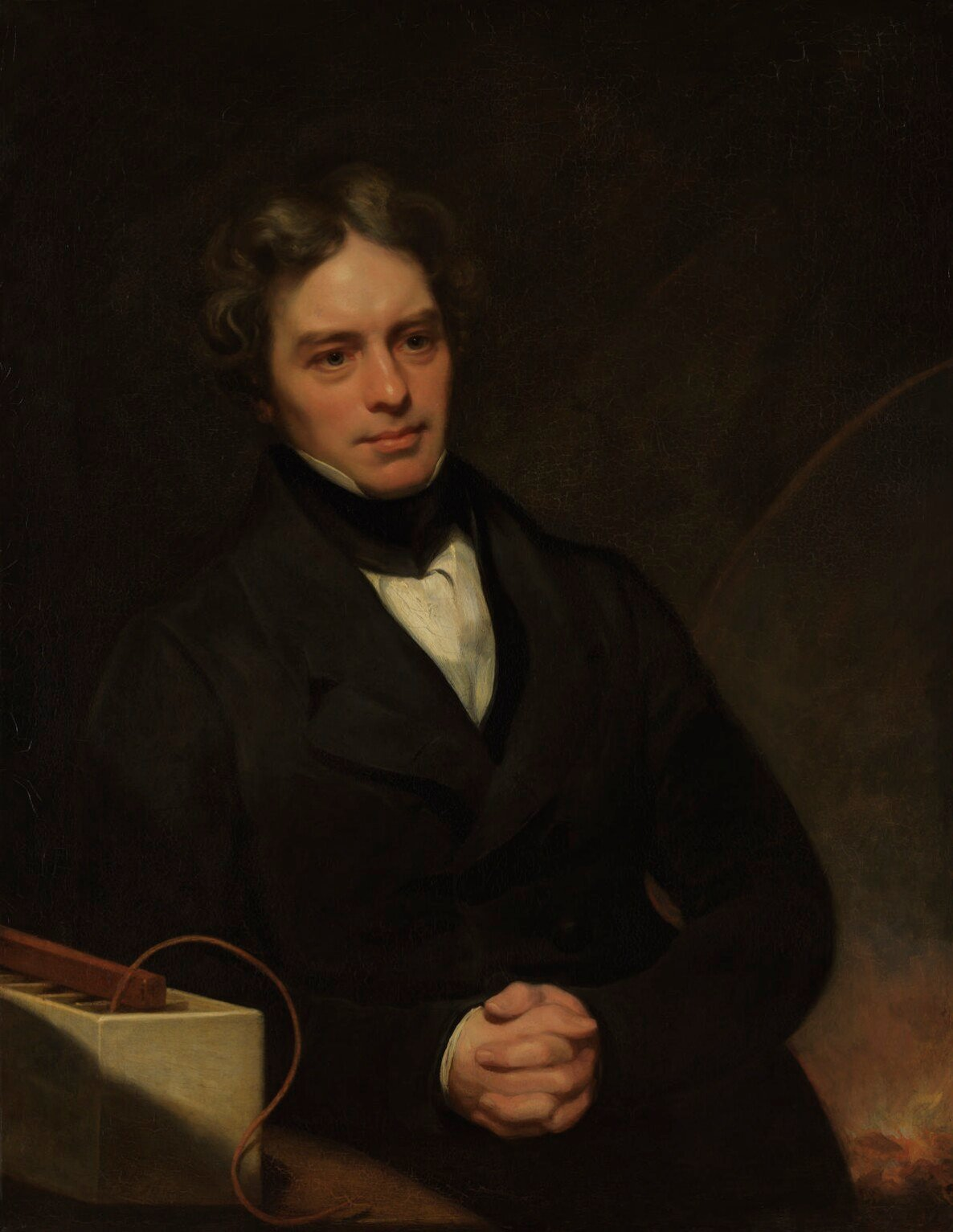
Michael Faraday (1791- 1867)

Sa biographie de Michael Faraday est récompensée par le prix Pfizer en 1966. À cette époque, la plupart des travaux en histoire des sciences sont encore centrés sur la révolution scientifique du XVIIe siècle et sur la diffusion de la philosophie newtonienne au XVIIIe siècle ; les biographies de personnalités du XIXe siècle (autres que Charles Darwin) sont encore assez rares. De plus, Williams étudie les revues philosophiques de Faraday en plus des cahiers de laboratoire soigneusement gardés de Faraday, et il continue à suggérer que Faraday (avec le philosophe jésuite peu connu Roger Boscovich) a joué un rôle essentiel et même central dans les origines de la théorie des champs dans la physique du XIXe siècle. Il défend ensuite cette thèse dans un livre sur les origines de la théorie des champs. Williams aimait souligner que James Clerk Maxwell, généralement considéré comme l'auteur de la théorie des champs, avait publiquement attribué cette idée à Faraday dans une série de conférences dans les années 1870. Williams (comme son collègue EA Burtt chez Cornell, son mentor Henry Guerlac et l'historien des sciences Alexandre Koyré) accorde une attention particulière aux "déterminants extra-scientifiques de la pensée scientifique", en particulier aux opinions religieuses d'importants scientifiques. Cela était notable, notamment parce que Williams lui-même était, comme il le disait souvent aux amis et aux étudiants (voir ci-dessous) "un athée réticent". Il a avancé la thèse selon laquelle la théorie des champs électromagnétiques dans la physique du XIXe siècle devait une grande dette philosophique au mouvement métaphysique spéculatif de l'Europe du début du XIXe siècle, connu sous le nom de "Naturphilosophie". Ce point de vue, maintenant banal si ce n’est universellement accepté, était assez radical au moment où Williams l’a présenté pour la première fois.

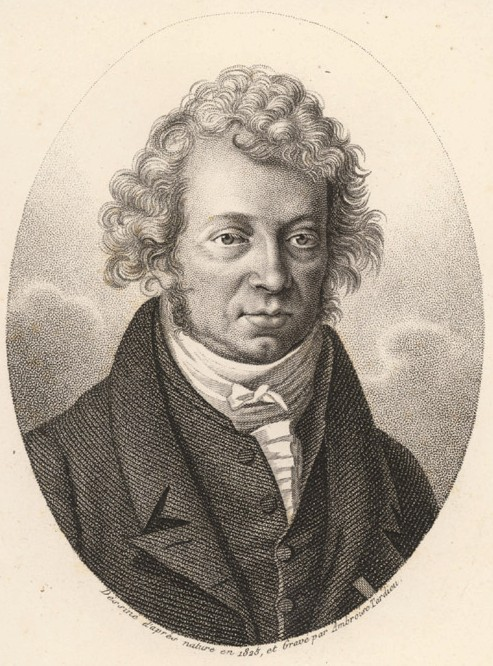
André-Marie Ampère (1775-1836).

À la fin de sa carrière, il travaille à approfondir ses connaissances sur l’interaction complexe de la science et de la philosophie dans une étude biographique d’André-Marie Ampère, qui n’était pas terminée au moment de son décès. Il est l'auteur de plusieurs autres livres, de nombreux articles dans son domaine et de dizaines de revues savantes. Il a également siégé au comité de rédaction du Dictionary of Scientific Biography, de Studies in History and Philosophy of Science, Physis et Rivista della Storia della Scienza .
S'il reconnaissent à Williams un travail important sur les documents publiés ou encore inédits relatfifs à Faraday, plusieurs critiques pointent des lacunes dans Michael Faraday: A Biography. Kuhn écrit que « toute future étude de Faraday devra débuter par ce livre, et aucun étudiant de la science britannique du siècle écoulé ne devrait l'ignorer. Néanmoins, que ce soit en tant qu'analyse de la carrière de Faraday ou que ce soit comme modèle de recherche future, le livre a des imperfections nombreuses et essentielles. ».
Spencer détaille les points forts : la prise en compte de tout le spectre des recherches de Faraday et leut mise en contexte ; une sélection créative parmi une masse importante de documents ; l'usage de longues citations extraites de sources primaires ; un choix intelligent d'aspects caractéristiques pour présenter clairement et situations des situations complexes ; et une insistance sur la conversion de Faraday à la "convertibilité des forces". Mais il pointe ensuite une trop large place accordée à l'influence des idées de Boscovich ou d'ampère, laissant croire que le « travail de Farady se résume à : (i) baser son raisonnement sur l'atomisme de Boscovich, (ii) développer un ensemble clair de concepts, qui (iii) suggèrent une confirmation expérimentale ».
En philosophie de la science, ses vues sont étroitement alignées sur celles de son ami et contemporain Norwood Russell Hanson sur l'interpénétration du langage théorique et du langage d'observation en physique. Il est fondamentalement opposé à la théorie des révolutions scientifiques proposée par Thomas Kuhn, la trouvant philosophiquement incohérente dans sa présentation et irrationnelle dans ses implications.
Un autre domaine sur lequel il a travaillé est l'histoire de la relativité, à travers notamment son ouvrage Relativity Theory : its Origins and Impact on Modern Thought, dont « les textes fournissent une image satisfaisante et fidèle de tout ce que la relativité restreinte a apporté et remis en question. Ils permettent à l'historien des idées de porter un jugement de valeur sur la manière dont le principe de relativité s'est inséré dans la théorie de la connaissance pour en devenir une partie intégrante et lui communiquer une vigueur nouvelle. L'historien des sciences saura gré à L. Pearce Williams de lui avoir mis à disposition, de façon immédiate, tous ces documents qui se trouvaient dispersés aux quatre vents. »

## Enseignement et renommée
Grand et imposant personnage, il se passionne pour l'enseignement de l'histoire des sciences et de l'histoire de la civilisation occidentale et prend plaisir à faire sa présentation aux étudiants qui entrent à l'université. Véritable showman, il a attiré des foules debout devant ses conférences de civilisation occidentale, s'exprimant sans notes pendant 50 minutes parfaitement synchronisées et combinant des concepts abstraits et profonds avec une capacité inhabituelle à jouer pour l'audience. Ses représentations de Jacques VI et Ier et Jean-Jacques Rousseau, ainsi que de nombreuses autres, ont durement impressionné des générations d'étudiants de Cornell, ce qui lui vaut le Clark Teaching Award en 1971 du Collège des arts et des sciences. Il se souciait particulièrement du succès des étudiants athlètes et consacrait de nombreuses heures à leur donner des cours particuliers. Il a par ailleurs supervisé les thèses de dizaines de doctorants, qui ont été accueillis chez lui et dans sa vie professionnelle. Les matchs de dimanche avec des étudiants diplômés et leurs collègues ont été des moments forts de sa vie hebdomadaire.
Il a souvent exprimé ses opinions sur diverses questions dans l' Ithaca Journal (en) et le Cornell Daily Sun (en), ce qui lui a valu une certaine notoriété locale, voire une renommée, selon son point de vue. Conservateur déclaré en politique - à l’instar de Tocqueville, de Maistre et Edmund Burke - il a exhorté à la prudence face aux grandes initiatives encouragées par les gouvernements centraux, persuadé, comme la plupart des conservateurs, que les humains apprennent principalement en faisant des erreurs et que les grands gouvernements commettent de grosses erreurs. Aujourd'hui, sa politique serait probablement qualifiée de libertaire et il a mis l'accent sur l'indépendance dans la pensée, l'action et l'initiative individuelle. Williams, avec E. A. Burtt (en) et 23 autres professeurs de l'université Cornell, est membre bénévole du corps professoral du Ithaca Neighbourhood College.
Williams est un courageux avocat de la justice tout au long de sa vie. Au début de sa carrière universitaire, il a rencontré le fils du célèbre chanteur afro-américain Paul Robeson, Paul Robeson Jr., alias "Paulie". Lorsqu'il amène Robeson chez lui, à Croton-on-Hudson, le club de natation local a refusé l'entrée de Robeson pour des motifs raciaux. Williams réussit à faire fermer le club de natation jusqu'à ce qu'il modifie sa politique. Il est élu président du département d'histoire au plus fort des tensions raciales sur le campus universitaire en 1969 et il insiste sur le fait que des principes rigoureux, une ouverture d'esprit et des normes élevées devraient être à la base de tout changement chez Cornell. Il est un ardent défenseur du maintien du Reserve Officers Training Corps sur le campus de Cornell, de l’éducation physique obligatoire et de la destitution de Dale Corson à la présidence de Cornell en raison d’un prétendu déclin des normes académiques. En tant que président, il s'est battu avec acharnement pour embaucher la première femme du département, Mary Beth Norton. Il ne se souciait aucunement de la race, de la religion, du sexe ou de l'orientation sexuelle de quiconque avec lequel il travaillait; il souhaitait que les personnes les plus acerbes et les plus curieuses sur le plan intellectuel puissent faire partie du département et diriger l'université Cornell.
Williams était avant tout une présence intellectuelle, morale et physique. Ses activités plus physiques comprenaient la chasse, une ceinture noire de karaté, la pratique du football et la coupe du bois.
Athée réticent tel qu'il se décrit lui-même, Williams souhaitait néanmoins que les dernières paroles de sa notice nécrologique soient extraites du Nouveau Testament: "Je me suis bien battu, j'ai achevé mon parcours, j'ai gardé la foi" (2 Timothée 4: 7). King James Version).

## Prix et distinctions
Il reçoit en 1966 le prix Pfizer décerné par l’History of Science Society en reconnaissance d'un livre exceptionnel sur l'histoire des sciences, pour son livre Michael Faraday: A Biography,.

## Publications
- (en) L. Pearce Williams, Michael Faraday: A Biography, New York, Basic Books, 1965, 122–123 p. (lire en ligne), rééd, 1987, Chapman & Hall.
- Leslie Pearce Williams, « Faraday Michael - (1791-1867) », sur Encyclopædia universalis.
- The Selected Correspondence of Michael Faraday éd. par L. Pearce Williams avec l'assistance de Rosemary FitzGerald et Oliver Stallybrass, vol. 1 : 1812-1848, vol. 2 : 1849-1866[6].
- The origins of field theory (1966, 1980), Random House
- Relativity theory; its origins and impact on modern thought (1968, 1979), John Wiley & Sons
- Le XIXe siècle (1978), Scribner
- L'histoire des sciences dans la civilisation occidentale (1978), écrit avec Henry John Steffens, University Press of America, 1977, volumes I, II et III
- Great issues in Western Civilization. Random House, 1967 et 1972. Volumes I et II. Eds. Brian Tierney, Donald Kagan et L. Pearce Williams.
- "Normal Science, Scientific Revolutions and the History of Science" (pages 49–50) dans Critique et croissance du savoir: Actes du colloque international sur la philosophie de la science, Londres, 1965, rédacteurs Imre Lakatos et Alan Musgrave, Cambridge University Press, 1970, 282 pages
- Historiographie de la science victorienne (1966) (article)